# 泊山
泊山（日语：／）或戈洛夫寧火山（俄語：Вулкан Головнина）是位於千島群島國後島南部的火山，属北海道根室振兴局或萨哈林州南库里尔斯克区，海拔高度543米，最近一次火山噴發在1948年發生。火山臼直径4.7公里，一菱内湖位于其北部，湖水呈酸性，硫和硫化物占据了该湖的岸和水体，小鱼生活在溪流流入处，湖内生活着小型甲壳类动物。和名来自阿伊努语“海湾”，俄名以俄羅斯探險家瓦西里·戈洛夫宁命名。